# World Center for Birds of Prey
O World Center for Birds of Prey (traduzido livremente como Centro Mundial de Aves de Rapina) é a sede do Fundo Peregrino, uma organização internacional sem fins lucrativos fundada em 1970 que atua na preservação de espécies ameaçadas de aves de rapina no mundo. Construída em 1984, o prédio é localizado numa área de 2,3 km² na cidade de Boise, Idaho. O campus consiste num escritório do Fundo Peregrino, criadouros para aves ameaçadas, o Velma Morrison Interpretive Center, e o Herrick Collections Building que abriga uma ampla biblioteca de pesquisa e arquivos sobre falcoaria.
O Fundo Peregrino é conhecido por seus esforços na conservação e recuperação de predadores ameaçados. O primeiro esforço de recuperação foi focalizado no Falcão-peregrino, que estava ameaçado de extinção devido ao uso generalizado do DDT. O falcão peregrino foi retirado da lista de espécies ameaçadas em 1999 e uma celebração internacional foi realizada em Boise.